# تاوریرت اغیل
تاوریرت اغیل (به عربی: تاوریرت آغیل) یک شهرداری در الجزایر است که در استان بجایه واقع شده‌است.